# Moon River
Moon River is een lied gecomponeerd door Henry Mancini met tekst van Johnny Mercer. Het werd oorspronkelijk uitgevoerd door Audrey Hepburn in de film Breakfast at Tiffany's uit 1961 en won een Academy Award voor Beste Originele Nummer. Het nummer won ook de Grammy Awards in 1962 voor Nummer van het Jaar en Lied van het Jaar. In 1999 werd Mancini's opname opgenomen in de Grammy Hall of Fame.
- MusicBrainz work: 7a3d9f3e-8697-4010-8a59-798cab00a232